# Punto di Hardanger

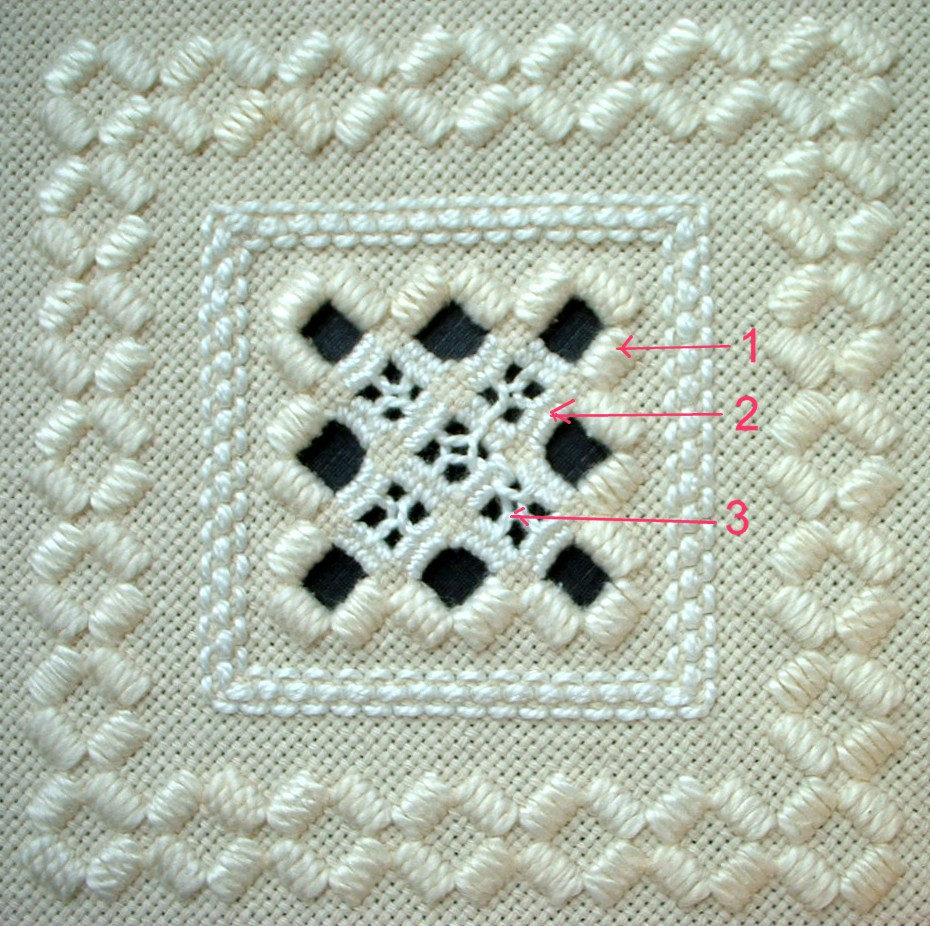
Hardanger 1

L'Hardanger, conosciuto anche come ricamo norvegese, è un tipo di ricamo; veniva utilizzato per abbellire i vestiti tradizionali delle feste e i corredi. Prende il nome dall'omonima regione che si trova nella zona ovest della Norvegia sull'Hardangerfjord.
Il ricamo norvegese, tradizionalmente, si esegue su lino a trama regolare o su cotone, bianco su bianco seguendo motivi geometrici, a fili contati. Le trasparenze sono date da numerosi trafori realizzati tagliando i fili del tessuto, o con sfilature à jour variamente ornate e di grandi dimensioni.

## Storia
L'Hardanger è tipicamente visto come un ricamo norvegese, che prende il nome dall'omonimo distretto sulla costa occidentale del paese. Comunque, le radici dell'Hardanger si allungano fino all'antica Asia e alla Persia, con alcune tecniche italiane come il reticello, anch'esso una parte di questo passato. Molti dei motivi che si ritrovano nell'Hardanger possono essere fatti risalire all'Egitto, all'India e alla Siria.
L'Hardanger è il più famoso dei ricami in bianco della Norvegia. È sempre stato utilizzato come una forma decorativa di ricamo. Durante il suo periodo più popolare, dal 1650 al 1850, fu utilizzato principalmente come abbellimento su abiti da donna, cuffiette, grembiuli e su camicie da uomo. Dopo il 1850, fu utilizzato anche su articoli decorativi per la casa.
Il ricamo di Norvegia si sviluppò più lentamente del ricamo degli altri paesi scandinavi, principalmente perché il paese era tagliato fuori dal resto del continente da barriere geografiche. Come risultato, l'Hardanger non cambiò molto dal suo stile tradizione fino a quando i norvegesi non iniziarono a lasciare il loro paese natio. Man mano che l'Hardanger divenne noto al di fuori del paese, le donne cominciarono a sperimentare con tutti gli aspetti della tecnica di ricamo. Tradizionalmente il ricamo era fatto con motivi strettamente geometrici e simmetrici, in bianco su bianco o ecru; le donne in Danimarca e Svezia iniziarono cambiando le aree tagliate ed iniziarono ad usare materiali con colori pastello. Fin dalla prima parte del XX secolo, quando i norvegesi arrivarono in America, venne aggiunto ancora più colore, e in alcuni casi diventarono estremamente elaborati. L'Hardanger moderno viene spesso fatto su stoffe di colori vivaci con filati coordinati o contrastanti, e in molti pezzi la maggior parte della stoffa viene coperta da dettagliati ricami di superficie o tagliati via per dar maggior spazio ai motivi simili a pizzo.
I predecessori dell'Hardanger erano ricamati su una rete di garza molto fine, e, quando la tecnica divenne popolare in Norvegia, era ricamata su una stoffa bianca con molti fili per centimetro, di solito lino. Ancora una volta, tuttavia, l'emigrazione dei norvegesi portò a un cambiamento. Come l'Hardanger divenne più popolare in America, la stoffa cambiò dal tradizionale lino ad una stoffa di circa 90 fili per 10 cm, con tessitura a canestro, nota oggi come stoffa Hardanger. Nei primi anni del 1900, il lino divenne scarso, e perciò più costoso, e le ricamatrici cercarono una stoffa alternativa. La stoffa scelta fu di cotone principalmente perché era immediatamente disponibile.
Dopo la perdita di popolarità durante la metà del 1900, questo tipo di ricamo ebbe una rinascita negli anni '80 e '90. I disegnatori di Hardanger si avvantaggiarono della grande varietà di stoffe e fili disponibili per il ricamo, ed è quasi certo che le donne che praticarono quest'arte quando era agli albori non la riconoscerebbero oggi.

## Punti
Punto filza, punto indietro, punto smerlo o festone,
punto cordoncino